# Aeropuerto de Playón Chico
El aeropuerto de Uggubseni (Playón Chico) (IATA: PYC) es un  aeródromo público panameño que sirve a la isla de Uggubseni una isla en el archipiélago de Guna Yala en el mar Caribe dentro de la Comarca Guna Yala.
El aeródromo está localizado en una zona remota de la costa conectado a la isla de Playón Chico por un puente peatonal. El aeropuerto no tiene conexión vial al resto del país.

## Información técnica
El aeródromo tiene una pista de aterrizaje de hormigón que mide 740 metros en longitud.
Los despegues y aproximaciones desde el norte son sobre el agua del mar Caribe. A un kilómetro al sur de la pista de aterrizaje, el terreno está en inclinación.
El VOR de La Palma está localizado a 100 kilómetros al sur del aeropuerto.

## Aerolíneas y destinos
| Aerolíneas | Destinos                            |
| ---------- | ----------------------------------- |
| Air Panama | Ciudad de Panamá-Marcos A. Gelabert |